# Kasamori-ji

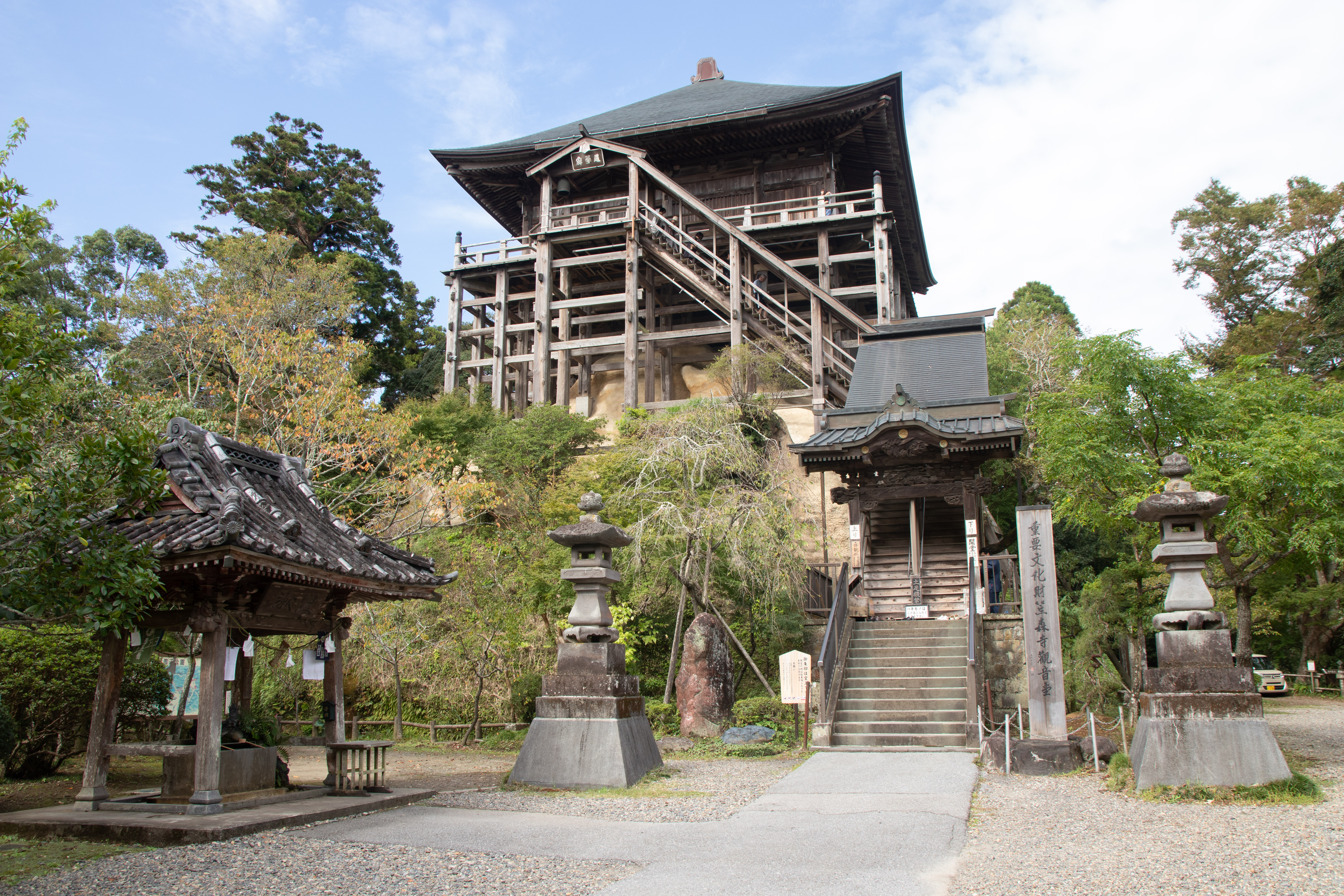
Haupthalle

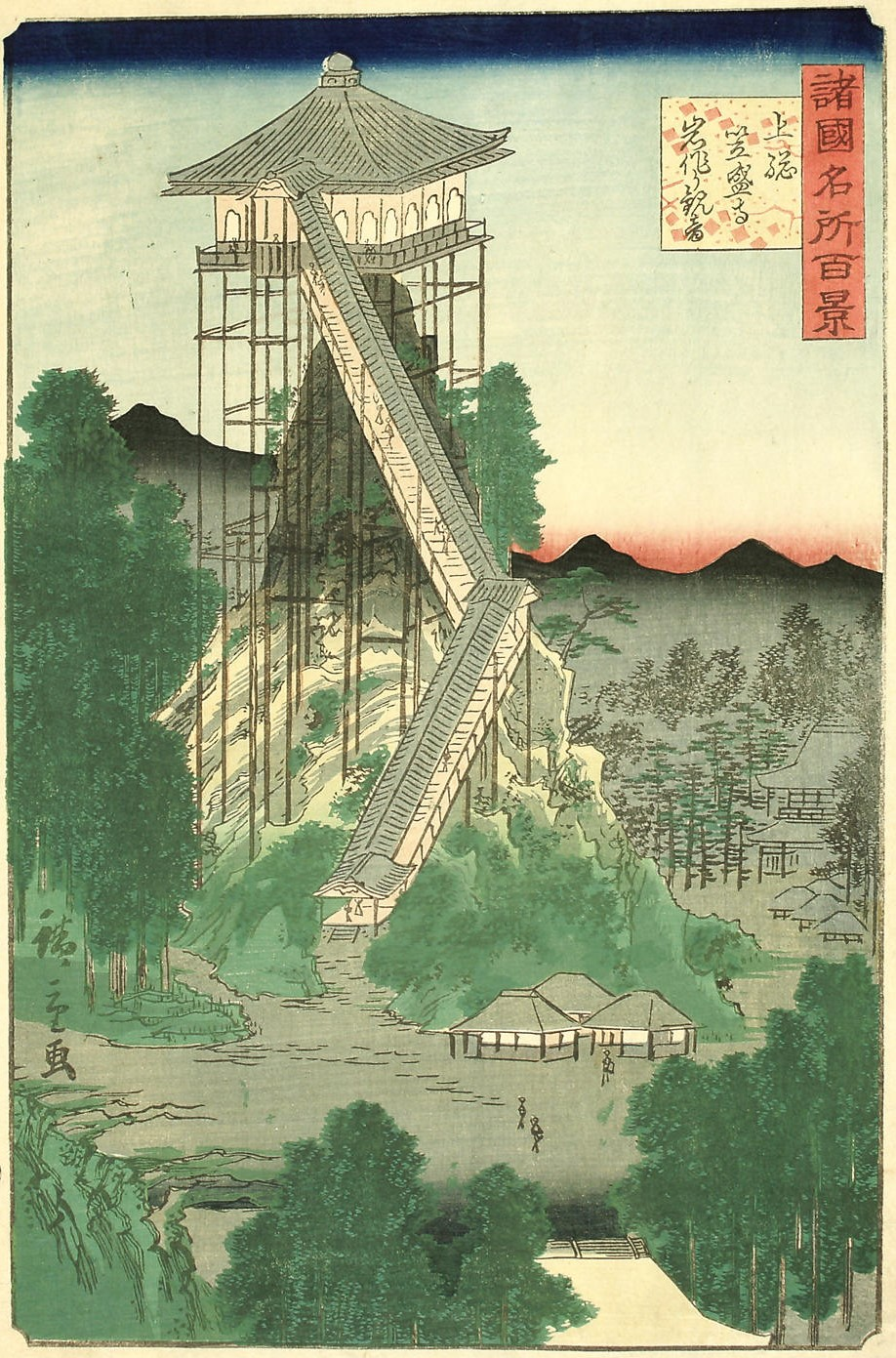
Farbholzschnitt von Utagawa Hiroshige

Der Kasamori-ji (japanisch 笠森寺), auch Kasamori Kannon (笠森観音) genannt, mit dem Bergnamen Daihisan (大悲山), ist ein Tempel der Tendai-Richtung des Buddhismus in Chōnan, Präfektur Chiba, Japan. In der traditionellen Zählung ist er der 31. der 33 Tempel der Kantō-Region.

## Geschichte
Der Kasamori-Tempel geht auf das Jahr 784 zurück, als Priester Saichō, der Gründer der Tendai-Richtung des Buddhismus, in diese Gegend kam, eine elfköpfige Kannon schnitzte und sie zur Verehrung aufstellte. Die Haupthalle wurde 1028 auf Wunsch des Kaisers Go-Ichijō über einer Felskuppe errichtet. Bei der Reparatur des Gebäudes im Jahr 1960 fand man eine in schwarzer Tusche verfasste Inschrift: nach ihr stammt das gegenwärtige Gebäude aus der Momoyama-Zeit.
Ein Gedenkstein erinnert daran, dass der Dichter Matsuo Basho 1682 den Tempel besuchte und darüber einen Haiku verfasste, etwa „Unterm Frühlingsregen fand ich diesen Kasamori“.

## Anlage
Die Haupthalle (本堂 Hondō) ist als Wichtiges Kulturgut registriert. Sie ist an der Vorderseite 5 Ken (etwa 9 m) breit und 4 Ken (etwa 8 m) tief. Der Vorbereich (外陣 Gejin) ist aus rohem Holz gezimmert. das Gebäude steht auf hohen Pfeilern über dem Felsen und ist über eine lange, gewinkelte Treppe zu erreichen.

## Schätze des Tempels
Zu den Schätzen gehören eine mit Pflanzen verzierte Hängelampe aus Kupfer (鋳銅唐草文釣燈籠 Chūdō karakusamon-tsuri tōrō), die als Wichtiges Kulturgut registriert ist, eine Kupferschelle (鋳銅鰐口 Chūdō waniguchi), eine klingende Steinplatte (鋳銅孔雀文馨 Chūdō kujakumon kei) aus dem Jahr 1426, beides Kulturgüter der Präfektur, und vieles andere mehr. Die Tempelschätze werden im Zentralmuseum der Präfektur Chiba (千葉県立中央博物館 Chiba kenritsu chūō hakubutsukan) aufbewahrt.